# Ḥajj

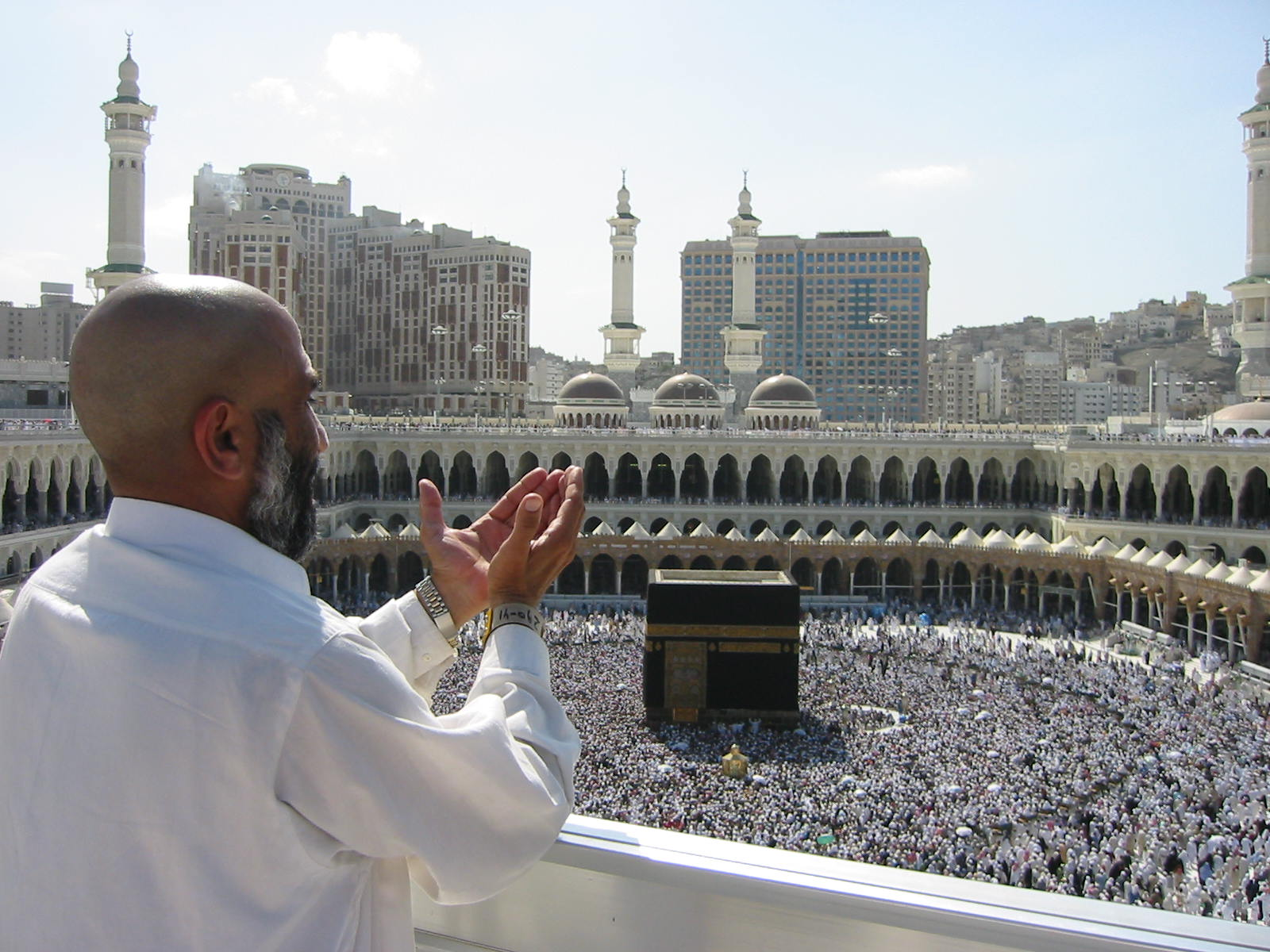
La Sacra Moschea della Mecca con al centro la Caaba (Ka'ba)

Nell'islam lo ḥajj (in arabo حَجّ‎?) è l'annuale pellegrinaggio islamico verso La Mecca, in Arabia Saudita, la città santa dei musulmani. Il pellegrinaggio è uno dei cinque pilastri e un dovere religioso che ciascun musulmano adulto dovrebbe compiere almeno una volta nella vita, a patto di avere le capacità fisiche ed economiche per intraprendere il viaggio, e di poter sostenere la propria famiglia durante la sua assenza.
La meta del viaggio è la Caaba presente al centro della Sacra Moschea della Mecca. Il pellegrinaggio è composto da più riti da effettuarsi nell'arco di cinque o sei giorni, dall'ottavo al dodicesimo o tredicesimo giorno di Dhu al-Hijjah, l'ultimo mese del calendario islamico. Poiché tale calendario è lunare e comprende undici giorni in meno di quello gregoriano, la data gregoriana cambia ogni anno. Nel 2023 (1444 AH), Dhu al-Hijjah andava dal 19 giugno al 18 luglio.

## Riti
I riti che compongono lo ḥajj sono:
1. Espressione della specifica e sentita intenzione (niyya) di adempiere al rito legale che si sta per compiere.
2. Assunzione dell'iḥrām, o "purità rituale", stato di "purità maggiore" conseguibile con il ghuṣl, un lavacro completo del corpo, in grado di fare conseguire la indispensabile ṭahāra.
3. Settuplice circumambulazione in senso antiorario dell'edificio come pure al Maqām Ibrāhīm, formazione rocciosa usata da Abramo/Ibrahim per riedificare la Kaʿba dopo il Diluvio Universale, aiutato in ciò dal figlio Ismaele/Ismāʿīl. Settuplice marcia (sa'y) tra Safa e Marwa, a partire dalla prima collinetta, in ricordo dell'affannosa ricerca di acqua per sé e il figlio Ismāʿīl della madre Hāgar, poi miracolosamente scaturita dalla fonte di Zemzem.
4. (8 dhū l-hijja) Yawm al-tarwiya, o "giorno dello straripamento". Spostamento dalla Mecca in direzione di Mina, a sud della Città Santa. La notte viene trascorsa dal pellegrino qui o nella pianura di ʿArafāt.
5. (9 dhū l-ḥijja) Yawm 'Arafah, o "giorno di Arafa". Stazione (wuqūf) di ʿArafāt, dove sorge la collinetta del Jabal al-Raḥma (il Monte della Misericordia), luogo d'eccellenza per la sosta che si interrompe con la ifāda, repentina messa in movimento verso Muzdalifa dove sono adempiute le ṣalāt del tramonto e della sera.
6. (10 dhū l-ḥijja) Giorno del sacrificio (Yawm al-nahr o al-aḍḥā) a Mina. In questa occasione una vittima animale viene immolata a Dio per poi distribuirne ai vicini le carni consumandone una parte.
7. (10 dhū l-ḥijja) Lancio di sette sassolini (ramī al-jimār), raccolti tra Mina e Muzdalifa, contro una delle tre steli (preferita quella intermedia) che rappresentano il diavolo. Il rito commemora un episodio in cui il Diavolo (Shayṭān, Iblīs) fu cacciato a pietrate da Abramo/Ibrāhīm perché tentava il Patriarca/profeta a non obbedire all'ordine divino di immolare il figlio (v'è discordanza nelle tradizioni islamiche, se si trattasse cioè di Isacco/Isḥāq oppure Ismaele/Ismāʿīl).
8. Rasatura - o accorciamento per le donne - della capigliatura (khalkh) e fine dello stato di purità rituale.
9. Ritorno alla Mecca per un ṭawāf di saluto alla Kaʿba ricoperta dalla sua nuova kiswa annuale. Tale circumambulazione è chiamata ṭawāf al-ifāda.
10. (11-13 dhū l-ḥijja) "Giorni della gioia" (ayyām al-tashrīq) con scambi di visite e pasti conviviali. In tali giorni è vietato digiunare. Il rito della lapidazione può essere reiterato più volte, fino al lancio massimo di 70 pietruzze.

La gran parte dei riti è antichissima ed è stata conservata dall'Islam, pur se riadattata (i musulmani pensano che si tratti di un recupero dopo l'oblio dei tempi e le malizie dell'uomo) alle nuove finalità di un culto da dedicare al Dio Uno e Unico, ovvero Allah.
Lo ḥajj va obbligatoriamente compiuto nel mese lunare di Dhū l-Ḥijja, ultimo mese dell'anno islamico. In tutti gli altri mesi il rito è chiamatoʿumra, pellegrinaggio "minore" non obbligatorio che si differenzia dallo ḥajj per la sua minor durata e per i suoi diversi e più semplici passaggi liturgici.
La giurisprudenza islamica permette a chi ne sia impedito fisicamente ma ne abbia la possibilità economica di delegare qualcun altro all'assolvimento dell'obbligo religioso, i cui vantaggi spirituali saranno a favore di chi abbia provveduto al pagamento del viaggio e al mantenimento sul posto della persona incaricata. È anche possibile lasciare appositi fondi in eredità perché il rito sia compiuto in nome e a vantaggio del defunto.
Particolare è l'abbigliamento del pellegrino, che si raccomanda usi solo due pezze di stoffa non cucite di colore bianco, una per cingersi i fianchi (chiamata izar) e l'altra per coprire il tronco e la spalla sinistra, ma lasciando libero il braccio destro (rida).
Le donne sono invece del tutto coperte tranne il viso e le mani.
Chiunque abbia adempiuto all'obbligo dello ḥajj acquista un merito particolare e un'ottima nomea agli occhi dei correligionari. Ma la vera conquista sarebbe la cancellazione di tutti i peccati compiuti in passato dal pellegrino (naturalmente i peccati compiuti nei confronti di Allah, non quelli compiuti nei confronti delle persone).
Da molti anni le autorità saudite hanno fissato alla cifra approssimativa di due milioni il numero di pellegrini autorizzati ad adempiere allo ḥajj (con l'eccezione del 2012 in cui la cifra ha superato le 3.161.000 presenze), e dal 2013 hanno stabilito che non si possa richiedere il permesso di compiere il Pellegrinaggio maggiore per più di una volta in un quinquennio.

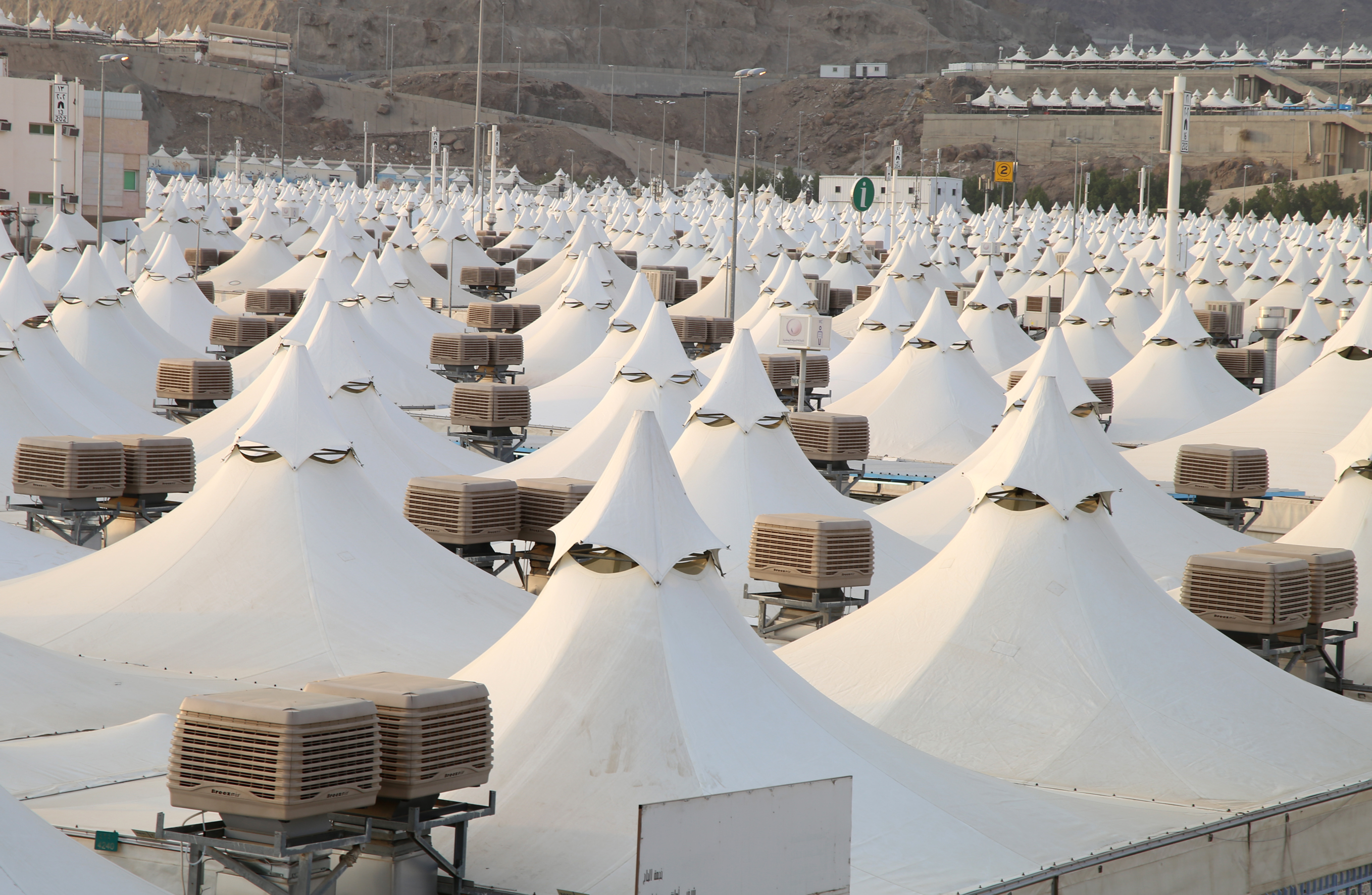
La foto illustra le tende della città di Mina (Arabia Saudita), due km fuori dalla Mecca. Le tende sono refrigerate con aria condizionata